# Objet du marché
Pour les autres articles nationaux ou selon les autres juridictions, voir Droit des marchés publics.
L' «objet» d'un marché est - dans le domaine de la commande publique - le produit, service ou travail (travaux) que le commanditaire souhaite acquérir.

Par extension, c'est aussi le nom de la rubrique figurant dans les documents administratifs pour désigner cet objet. Cette rubrique a une importance juridique.

## Contenu
Le contenu de l'objet d'un marché se résume souvent à une description basique, mais explicite du produit, du service ou des travaux.
La législation communautaire ,, permet d'intégrer des considérations environnementales dans les procédures de passation des marchés publics. 
La Cour européenne de justice a clarifié ces possibilités en 2002 et 2003, ; cet « objet» du marché peut aussi prendre la forme d'une définition fondée sur la performance (obligation de résultat, on parle parfois d'« exigentiel » ou de « performentiel »).

En Europe toujours, conformément à la « Stratégie de Lisbonne » complétée par son pilier environnemental (en 20xx), cet objet peut intégrer des considérations socio-environnementales ou éthiques. 
Parfois, des exigences minimales sont même obligatoires ; par exemple, depuis 2006, la directive 2002/91/CE sur la performance énergétique des bâtiments « oblige les États membres à fixer des exigences minimales en matière de performance énergétique des bâtiments neufs et des bâtiments existants de grande taille qui font l'objet de travaux de rénovation importants, aura un impact sur la définition de l’objet et des spécifications techniques du marché de travaux passé dans le cadre de la construction ou de la rénovation de ces bâtiments » .
La commission européenne elle-même recommande que cet objet soit fondé sur des performances, ce qui « semble préférable étant donné que, dans ce cas de figure, le pouvoir adjudicateur n’a plus besoin de préciser méticuleusement toutes les caractéristiques auxquelles doivent répondre le produit, le service ou les travaux, mais peut se limiter à indiquer l’effet recherché » .

## Utilité
- Il permet aux candidats voulant répondre à une procédure de marché de comprendre le contenu d'un marché afin d'en évaluer les coûts et ses capacités à répondre (En France, le code des marchés publics a en 2006 imposé un dispositif de vérification de ces capacités (en application des articles 52 et 45) consistant à énoncer dans les avis de marché ou dans le règlement de consultation un niveau minimum de capacité auquel tout candidat devra satisfaire. Sinon l'adjudicataire doit expliquer pourquoi aucun niveau n'est requis. Ce niveau peut être une expérience professionnelle minimal ou des moyens en personnel, la possession d'outils indispensables, ou encore un chiffre d'affaires minimal. Il doit toujours être proportionné au regard de l'objet et des conditions d'exécution du marché.
- Pour que les marchés soient plus transparents et équitables, et pour ne pas restreindre la concurrence de façon disproportionnée, les avis d'appel public à concurrence (publiés au Bulletin officiel des annonces de marchés publics BOAMP) ou publiés dans un journal habilité à recevoir des annonces légales (JAL) doivent toujours rappeler l'objet du marché, qui doit être le plus clair possible. 
Ces avis peuvent aussi être publiés dans un ou plusieurs organes de presse spécialisés en rapport avec l'objet du marché.
- C'est pour la commission d'appel d'offre, le résumé des bases qualitatives de critères d'attribution d'un marché public[9].

## Aspects juridiques
- Lorsqu'il s'agit d'achat public incluant une vocation ou volonté éthique ou environnementale, l'objet du marché doit aussi jouer le rôle de titre écologique (voir chapitre suivant), permettant aux soumissionnaires d’identifier plus facilement ce que l’on attend d’eux, tout en véhiculant le message que les performances environnementales du produit ou du service précise le guide de la commission européenne[5].
- L'objet du marché ne doit pas être modifiés par les éventuels avenants au marché (sauf sujétion technique imprévue).
- Il doit être rappelé dans la publicité a posteriori (c'est-à-dire dans l'avis d'attribution intervenant au plus tard 48 jours après la notification du marché à l'entreprise attributaire (celle qui a gagné le marché), ainsi que le nom de l'entreprise attributaire et le montant auquel le marché a été attribué.

### Cas particulier des achats éthiques ou desachats verts
La rubrique Objet du marché doit afficher l'intention (sociale et/ou environnementale) du marché, le contenu du marché précisant par exemple que les achats doivent être fabriqués dans des conditions socialement et environnementalement respectueuses, afin de répondre à la volonté de l'acheteur de diminuer sa contribution aux émissions de gaz à effet de serre, ou plus largement diminuer son empreinte écologique ou celle des entreprises qui produisent l'objet ou le service qu'il achète. Ces objectifs doivent clairement alors transparaitre dans la rubrique « objet du marché ».
On parle aussi parfois de titre écologique. Un exemple (donnés par un guide de la commission européenne) est le titre de « Marché de nettoyage écologique » donné par l'Institut bruxellois pour la gestion de l'environnement  à son appel d'offres pour des services de nettoyage respectant l'environnement. D'autres exemples sont « Marché de services de restauration biologique » ou « Bâtiment à haut rendement énergétique ».